# Louder Than War
Louder Than War — американский журнал посвящённый андеграундной музыке и искусству, выходивший в период с 2015 по 2020 годы. Одноимённый веб-сайт был основан английским музыкантом и журналистом Джоном Роббом в 2010 году, он изначально являлся независимым от журнала медиа и имел собственную редакцию и отдельную международную команду журналистов и фрилансеров.
Сайт задумывался как портал с обзорами концертов, рецензиями альбомов и интервью. В 2014 году команда сайта запустила звукозаписывающий лейбл для продвижения независимых исполнителей.

## История
В первый же год существования своего проекта (ноябрь 2011 года), Джон Робб был награждён премией Британской ассоциации независимой музыки «Indie Champion».
В 2014 году команда Louder Than War создала звукозаписывающий лейбл Louder Than War Records, призванный стать платформой для независимых групп и исполнителей, которая помогла бы им охватить более широкую аудиторию. Первым релизом лейбла стал альбом The Dangers Remixes группы Evil Blizzard, выпущенный тиражом в 300 копий на CD без каталожного номера (поэтому каждый из альбомов был пронумерован вручную); релиз представлял собой сборник ремиксов дебютного альбома Evil Blizzard The Dangers of Evil Blizzard, который на тот момент ещё не был выпущен (LOUD001). Впоследствии лейбл выпустил записи таких групп, как King Champion Sounds, Faerground Accidents, The Nightingales, Super Besses, Get Your Gun и The Membranes.
В августе 2015 года команда веб-сайта объявили, что они планируют начать выпуск печатного издания. Первый номер журнала Louder Than War был опубликован издательством Big Cheese Publishing Ltd осенью 2015 года и был выдержан в том же стиле и формате, что и веб-сайт. В июне 2020 года появилась информация, что из-за пандемии коронавируса журнал выпуск приостанавливается.
Главным редактором онлайн- и офлайн-изданий является Джон Робб. В период с сентября 2015 года по июль 2017-го функции шеф-редактора веб-сайта исполняла Сара Лэй. В настоящее время медиафраншизой управляют Робб и Найджел Карр, а также специальная команда в которую входят редакторы других разделов сайта, журналисты и фрилансеры со всего мира.
В октябре 2021 года было запущено интернет-радио Louder Than War Radio. Ведущими церемонии запуска проекта были Найджел Карр, Гордон Резерфорд, Брайан Маккейб, Нил Круд, Нильс ван дер Линден и Одри Голден.